# Bathysa cuspidata
Bathysa cuspidata là một loài thực vật có hoa trong họ Thiến thảo. Loài này được (A.St.-Hil.) Hook.f. ex K.Schum. mô tả khoa học đầu tiên năm 1889.